# Diadegma rectificator
Diadegma rectificator là một loài tò vò trong họ Ichneumonidae.